# 8 mars 1941
Le samedi 8 mars 1941 est le 67e jour de l'année 1941.

## Naissances
- Alan Lowenthal, politicien américain
- Alexeï Michine, patineur artistique russe devenu entraîneur
- Andreï Mironov (mort le 16 août 1987), acteur de théâtre et cinéma, acteur de doublage et chanteur soviétique
- Franco D'Andrea, pianiste de jazz italien
- Jean Dubuc, personnalité politique canadienne
- Krystyna Konarska, actrice et chanteuse polonaise
- Neuza Borges, actrice brésilienne
- Steven Lukes, sociologue britannique
- Wilfrid Fox Napier, prélat catholique
- Yvan Ylieff, politicien belge
- Yves Galland, personnalité politique française

## Décès
- Carlo Anadone (né le 30 septembre 1851), photographe italien
- Günther Prien (né le 16 janvier 1908), commandant de U-boat
- Jean-Michel Frank (né le 28 février 1895), décorateur français
- Julien Damoy (né le 31 janvier 1844), épicier français
- Paul Hymans (né le 23 mars 1865), personnalité politique belge
- Sherwood Anderson (né le 13 septembre 1876), romancier américain

## Événements
- Création de la brigada Político-Social dans l'Espagne de Franco